# Đài Tiếng nói Hoa Kỳ
Đài Tiếng nói Hoa Kỳ (tiếng Anh: Voice of America, viết tắt: VOA) là dịch vụ truyền thông đối ngoại chính thức của chính phủ Hoa Kỳ. Đài Tiếng nói Hoa Kỳ sản xuất nội dung số, TV và radio bằng hơn 40 ngôn ngữ mà nó phân phối nội dung tới các đài liên kết trên toàn cầu. Đối tượng của Đài Tiếng nói Hoa Kỳ chủ yếu khán giả nước ngoài, vì vậy Đài Tiếng nói Hoa Kỳ được tập trung vào nội dung có ảnh hưởng đến dư luận nước ngoài liên quan đến Hoa Kỳ và người dân nước này.
Đài Tiếng nói Hoa Kỳ được thành lập năm 1942, và hiến chương Đài Tiếng nói Hoa Kỳ (Luật công chúng 94-350 và 103-415) đã được Tổng thống Gerald Ford ký thành luật năm 1976. Hiến chương này có sứ mệnh "truyền phát tin tức và thông tin chính xác, cân bằng và toàn diện tới khán giả quốc tế" và nó xác định các tiêu chuẩn bắt buộc về mặt pháp lý trong cách thức làm báo chí của VOA.
Đài Tiếng nói Hoa Kỳ có trụ sở tại Washington, D.C., và được Cơ quan Truyền thông Toàn cầu Hoa Kỳ, một cơ quan độc lập của chính phủ Hoa Kỳ giám sát. Tiền tài trợ được Quốc hội Hoa Kỳ trích lập hàng năm theo ngân sách dành cho các đại sứ quán và lãnh sự quán. Trong năm 2016, Đài Tiếng nói Hoa Kỳ đã phát sóng khoảng 1.800 giờ chương trình phát thanh và truyền hình mỗi tuần cho khoảng 236,6 triệu người trên toàn thế giới với khoảng 1.050 nhân viên và ngân sách hàng năm do người dân Hoa Kỳ đóng thuế là 218,5 triệu USD.

## Lịch sử

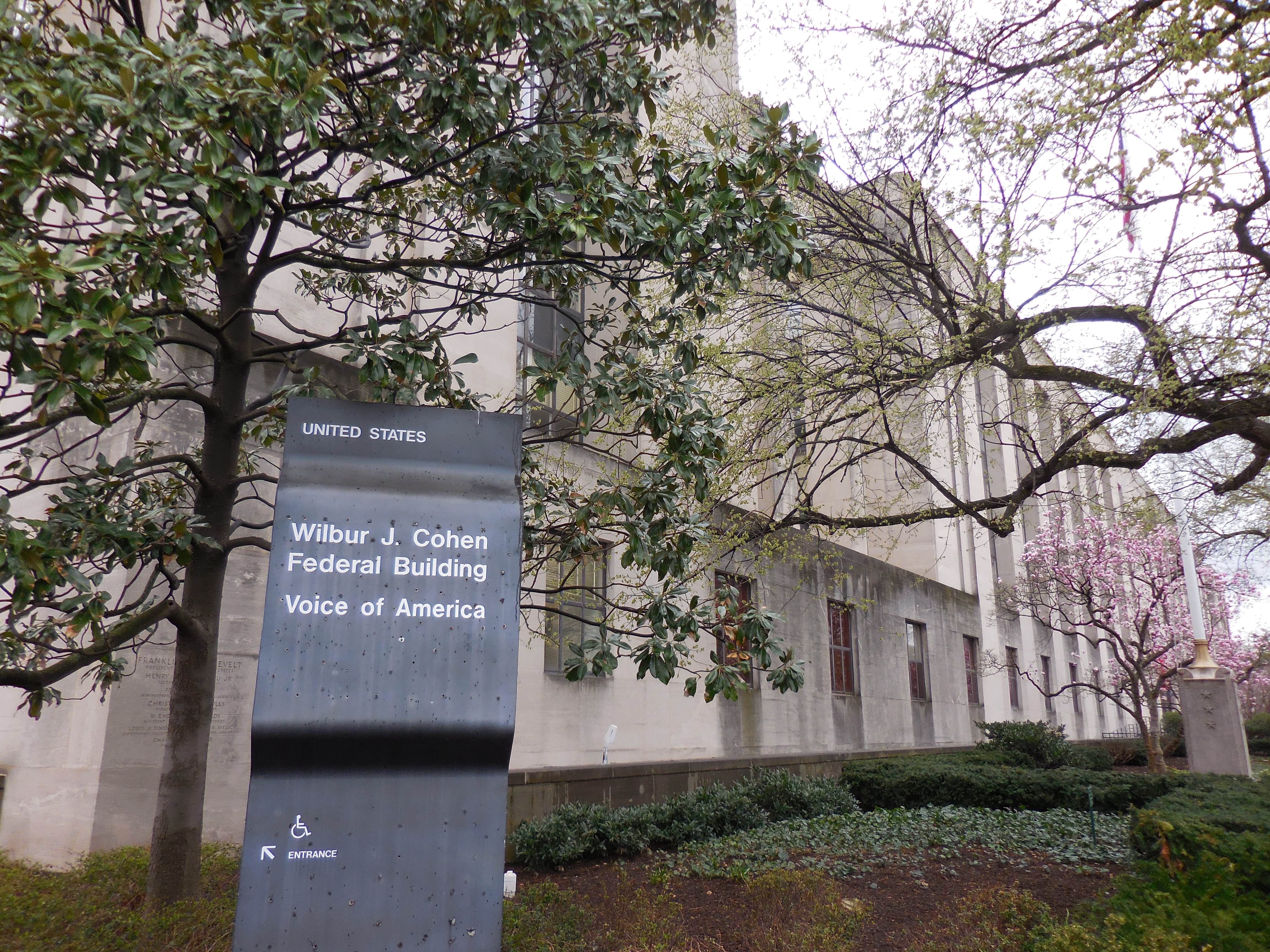
Trụ sở Đài Tiếng nói Hoa Kỳ ở Washington, DC

Đài Tiếng nói Hoa Kỳ được thành lập năm 1942 thuộc Văn phòng Thông tin thời chiến với những chương trình tuyên truyền nhằm vào khu vực châu Âu bị chiếm đóng bởi Đức và khu vực Bắc Phi. Đài Tiếng nói Hoa Kỳ bắt đầu phát thanh vào ngày 24 tháng 2 năm 1942. Các trạm phát sóng được Đài Tiếng nói Hoa Kỳ sử dụng lúc đó là các trạm phát sóng ngắn của Hệ thống phát thanh Columbia (CBS) và Công ty phát thanh quốc gia (NBC). Đài Tiếng nói Hoa Kỳ bắt đầu phủ sóng phát thanh trên lãnh thổ Liên Xô vào ngày 17 tháng 2 năm 1947.
Trong thời kỳ Chiến tranh Lạnh, Đài Tiếng nói Hoa Kỳ được đặt dưới quyền giám sát của Cơ quan Thông tin Hoa Kỳ. Đài Tiếng nói Hoa Kỳ khi đó dính dáng đến các chương trình phát thanh mang tính tuyên truyền. Vào thập niên 1980, Đài Tiếng nói Hoa Kỳ tăng thêm dịch vụ truyền hình cũng như các chương trình khu vực đặc biệt nhắm vào Cuba như Radio Marti và TV Marti.
Đài Tiếng nói Hoa Kỳ hiện nay nằm dưới sự quản lý của Ủy ban Phát thanh Quốc tế (IBB), là một bộ phận của Ủy ban Phát thanh chính quyền (BBG). Điều này dẫn đến sự tranh cãi về mức độ độc lập của các chương trình thông tin của Đài Tiếng nói Hoa Kỳ đối với các đường lối chính sách của chính quyền (Hoa Kỳ).j

## Hoạt động
IBB sử dụng một loạt mạng lưới truyền thông trên toàn thế giới. Các trạm trong nước đặt tại Greenville ở Bắc Carolina và Delano ở California. Bên ngoài Mỹ, IBB có trạm tiếp vận đặt tại Vương quốc Liên hiệp Anh và Bắc Ireland, Hy Lạp, Philippines, São Tomé và Príncipe, Kuwait và Thái Lan.
Đài Tiếng nói Hoa Kỳ là một trong những cơ quan dưới quyền của Hội đồng quản lý phát sóng (BBG). BBG là một cơ quan thuộc chính phủ Hoa Kỳ và được chính phủ Hoa Kỳ tài trợ kinh phí hoạt động, là một cơ quan tự trị của chính phủ Hoa Kỳ, với tư cách thành viên lưỡng đảng. Bộ trưởng Ngoại giao có một ghế trong BBG.  BBG được thành lập như một bộ đệm để bảo vệ VOA và các đài truyền hình quốc tế, phi quân sự, do Hoa Kỳ tài trợ khỏi sự can thiệp chính trị. Nó thay thế Hội đồng Phát thanh Quốc tế (BIB) giám sát việc cấp vốn và hoạt động của Đài Châu Âu Tự do / Đài Tự do , một chi nhánh của VOA.
Theo luật pháp Hoa Kỳ thì Đài Tiếng nói Hoa Kỳ bị cấm phát thanh trực tiếp tới công dân Mỹ. Đạo luật được sửa đổi do việc thông qua Điều khoản của Đạo luật Hiện đại hóa Smith-Mundt trong Đạo luật Ủy quyền Quốc phòng năm 2013 . Mục đích của đạo luật năm 1948 là bảo vệ công chúng Mỹ khỏi các hành động tuyên truyền của chính phủ của họ và không có sự cạnh tranh với các công ty tư nhân của Mỹ.  Sửa đổi có mục đích thích ứng với Internet và cho phép công dân Mỹ yêu cầu truy cập nội dung VOA.
Đài Tiếng nói Hoa Kỳ hiện nay phát thanh bằng hơn 50 thứ tiếng, bao gồm cả tiếng Anh đặc biệt (tiếng Anh với từ vựng và ngữ pháp được đơn giản hóa).
Địa chỉ của Đài Tiếng nói Hoa Kỳ là 330 Independence Avenue, Washington, D.C., 20547.
Nhạc hiệu của đài là bài "Yankee Doodle," được chơi bởi ban nhạc đồng và gõ, tiếp theo là thông báo: "This is the Voice of America, signing on" (Đây là Đài Tiếng nói Hoa Kỳ, bắt đầu). Bài "Columbia, Gem of the Ocean" ("Columbia, hòn ngọc đại dương") đã từng được dùng làm nhạc hiệu trong nhiều năm.
Các đài phát thanh "anh em" với VOA, được quản lý bởi IBB hoặc trực tiếp bởi một cơ quan thuộc chính phủ Hoa Kỳ mang tên Hội đồng quản lý phát sóng (BBG):
- Radio Marti nhằm vào Cuba
- Radio Sawa nhằm vào các thính giả trẻ của thế giới Ả Rập
- Radio Free Europe/Radio Liberty và Radio Free Asia nhằm vào các nước xã hội chủ nghĩa cũ và các nước mà họ xem là "bị áp bức" tại châu Âu, châu Á và Trung Đông

## Ngôn ngữ
Đài Tiếng nói Hoa Kỳ hiện phát bằng 45 ngôn ngữ (có chương trình truyền hình được đánh dấu *):
| - Afan Oromo - Albania* - Amhara - Anh* (và Special English) - Ả Rập* - Armenia* - Azerbaijan* - Ba Tư* | - Bengal* - Bosnia* - Bồ Đào Nha - Haiti - Croatia* - Dari* - Filipino* (hay Tagalog) - Pháp* | - Gruzia - Hausa - Hindi - Hy Lạp* - Indonesia* - Khmer - Kinyarwanda - Kirundi | - Kurd - Lào - Macedonia* - Miến Điện - Nga* - Bắc Ndebele - Pashtun* - Quan thoại* | - Quảng Đông* - Serbia* - Shona - Somali - Swahili - Tạng* - Tây Ban Nha* - Thái Lan | - Tigrinya - Thổ Nhĩ Kỳ* - Triều Tiên - Ukraina* - Urdu* - Uzbek* - Việt Nam* |